# Danh sách đảo Na Uy
Đây là danh sách các đảo của Na Uy được sắp xếp theo tên. Để biết danh sách được sắp xếp theo khu vực, truy cập Danh sách đảo Na Uy theo khu vực.

## A

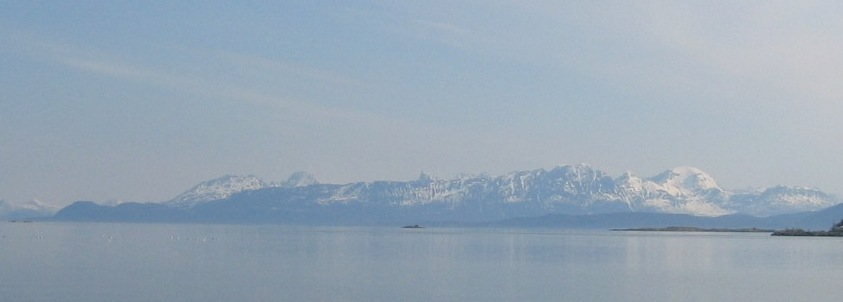
Andørja, nhìn từ Harstad

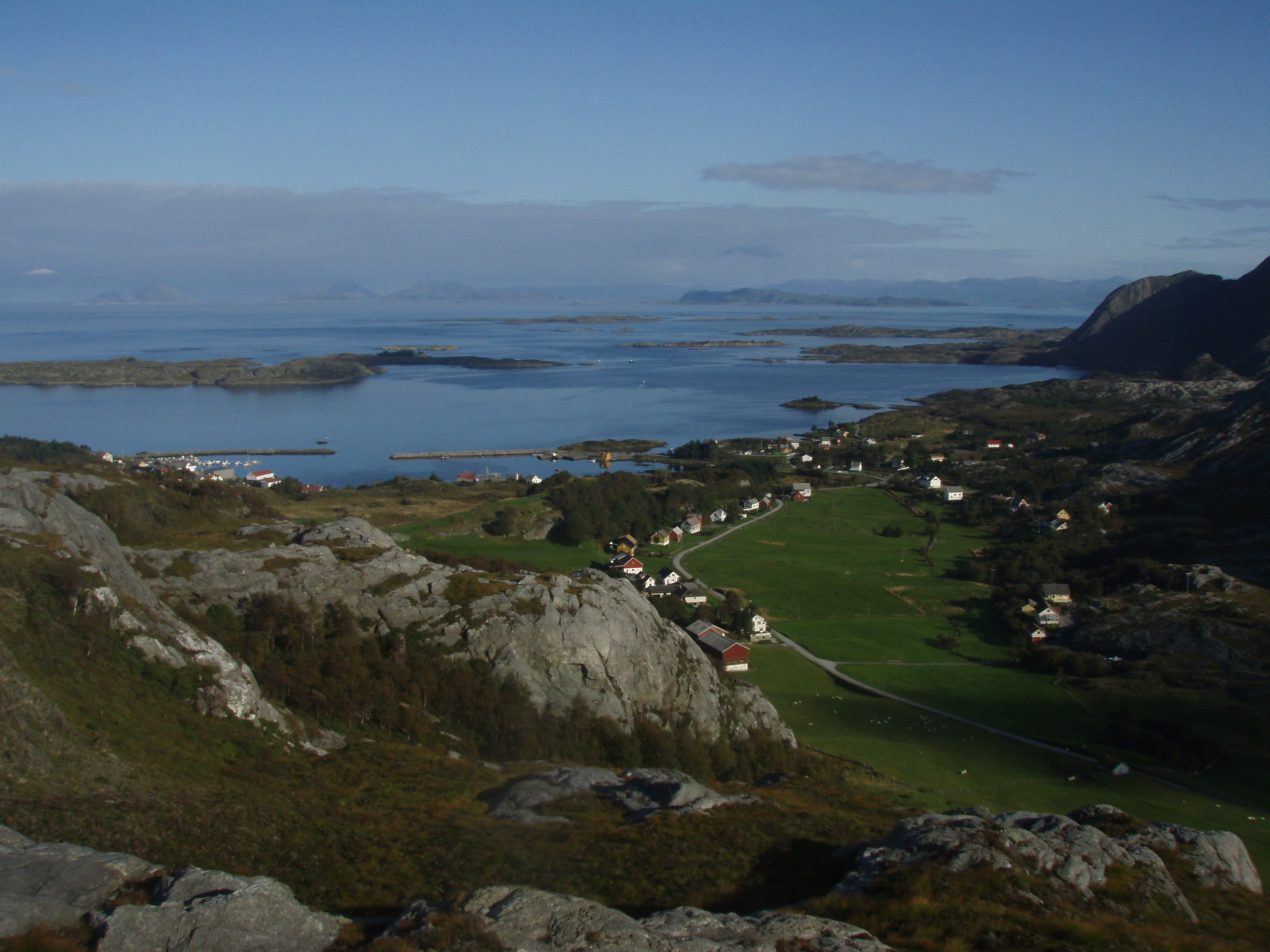
Atløy

- Alden
- Aldra
- Algrøy
- Alsta
- Altra
- Anda
- Andabeløya
- Andørja
- Andøya, Vesterålen
- Andøya, Agder
- Arnøy, Salten
- Arnøya
- Arøya
- Askerøya
- Askrova
- Askøy
- Aspoy
- Aspoya
- Atløy
- Austra
- Austvågøya
- Averoya
- Azero

## B

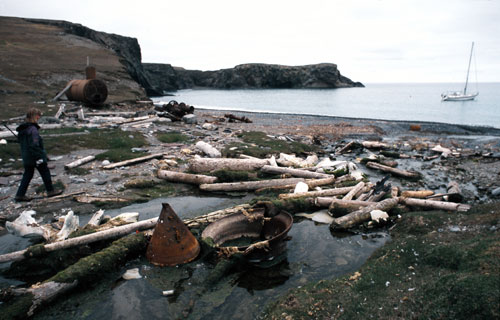
Tàn tích của trạm săn cá voi ở Kvalrossbukta, Đảo Bear

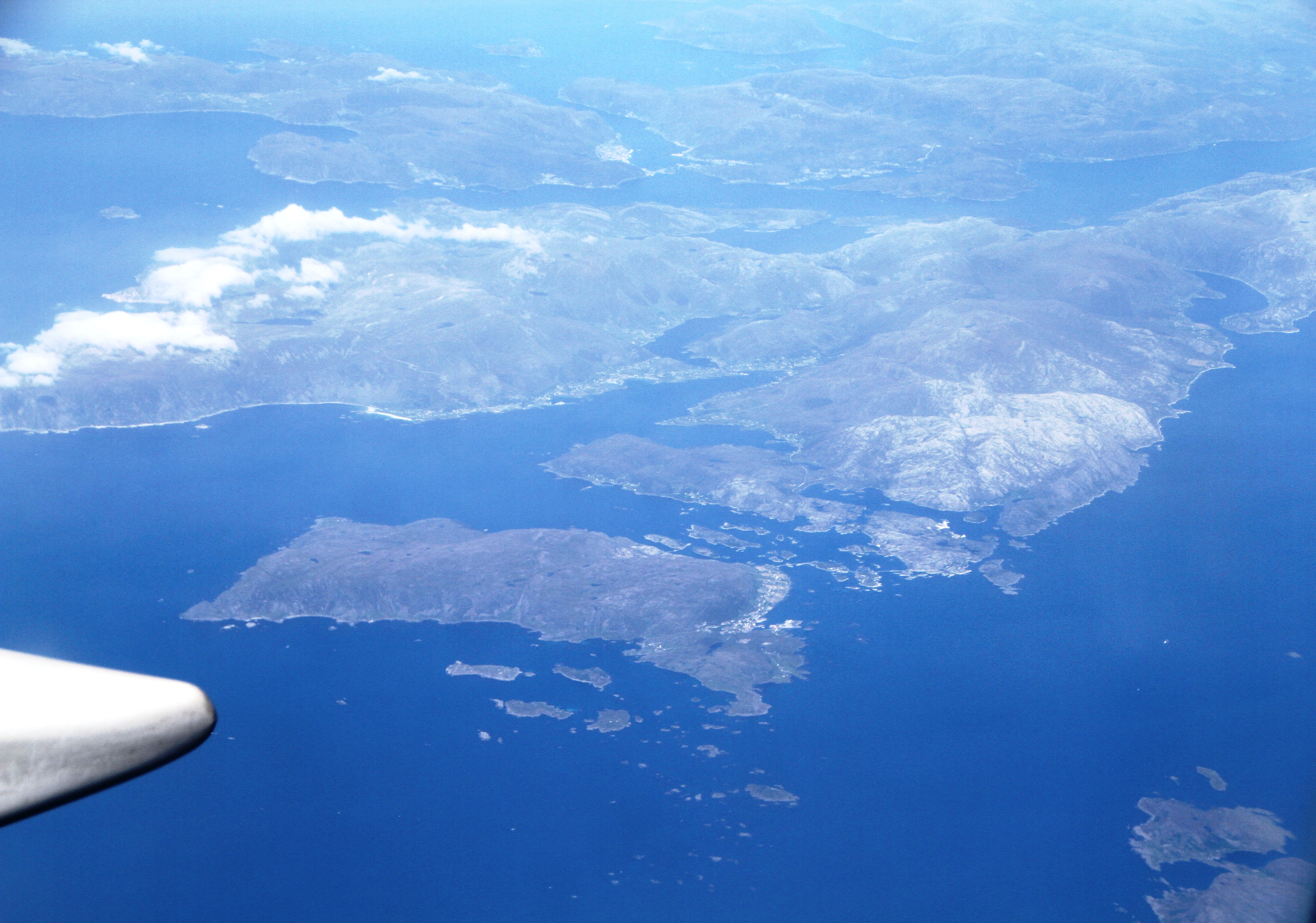
Hình ảnh nhìn từ trên cao của Bremangerlandet, với Frøya ở phía trước và Vågsøy ở phía sau

- Barmen
- Barmøya
- Barøya
- Đảo Gấu (Bjørnøya)
- Bergsøya, Gjemnes
- Bergsøya, Heroy
- Bispøyan
- Bjarkøya
- Bjoøy
- Bjørnøya
- Bjørøya
- Bleiksøya
- Blomøy
- Bokn
- Bolga
- Bolsoya
- Borgan
- Borøya, Tvedestrand
- Bouvetoya
- Bragdoya
- Brattora
- Bremangerlandet
- Brottoya
- Bru
- Bulandet
- Bømlo
- Borøya

## D

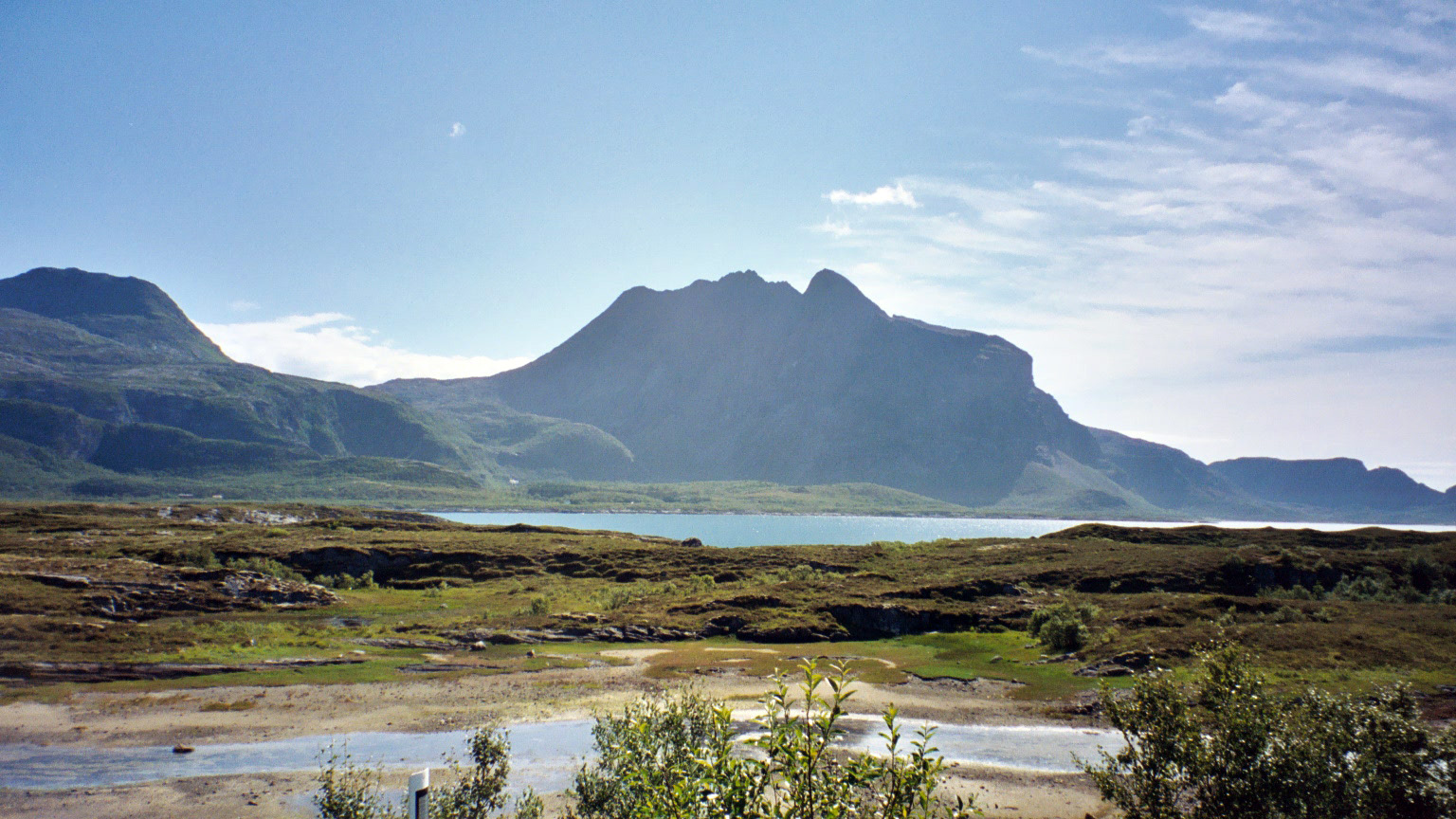
Một góc nhìn về Donna

- Dimnøya
- Dolmøya
- Dryna
- Dvergsøyam
- Dyroya, Troms
- Dyroya, Øksnes
- Donna

## E
- Edøya
- Eika, Møre og Romsdal
- Ellingsøya
- Elvalandet
- Engeløya
- Ertvågsøya

## F

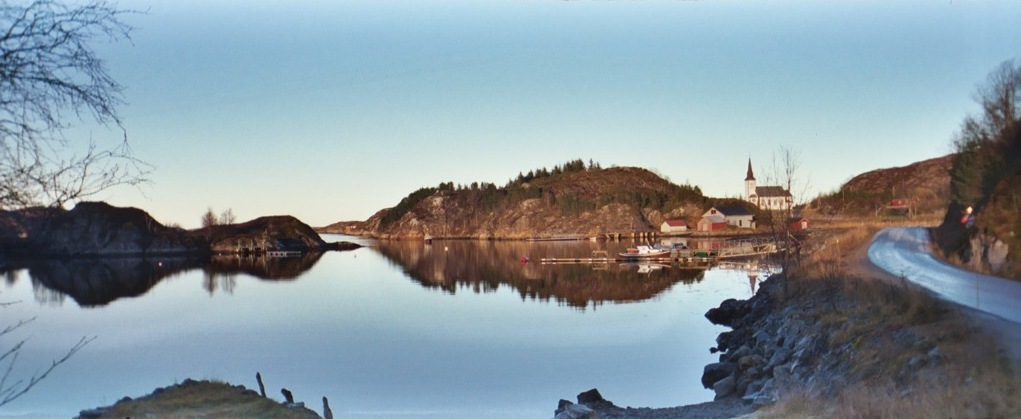
Nhà thờ Nordbotn trên Fjellværsøya

- Fanøya
- Fedje
- Feøy
- Finnøy
- Finnøya, Møre og Romsdal
- Fjellværsøya
- Fjøløy
- Fjørofta
- Flakstadøya
- Flatøy
- Fleina
- Flekkerøy
- Flemsøya
- Flostaøya
- Flåvær
- Fogn
- Fosnoy
- Frei
- Froan
- Frøya (Trøndelag)
- Frøya, Bremanger
- Fugløya, Gildeskål
- Fugløya, Troms

## G

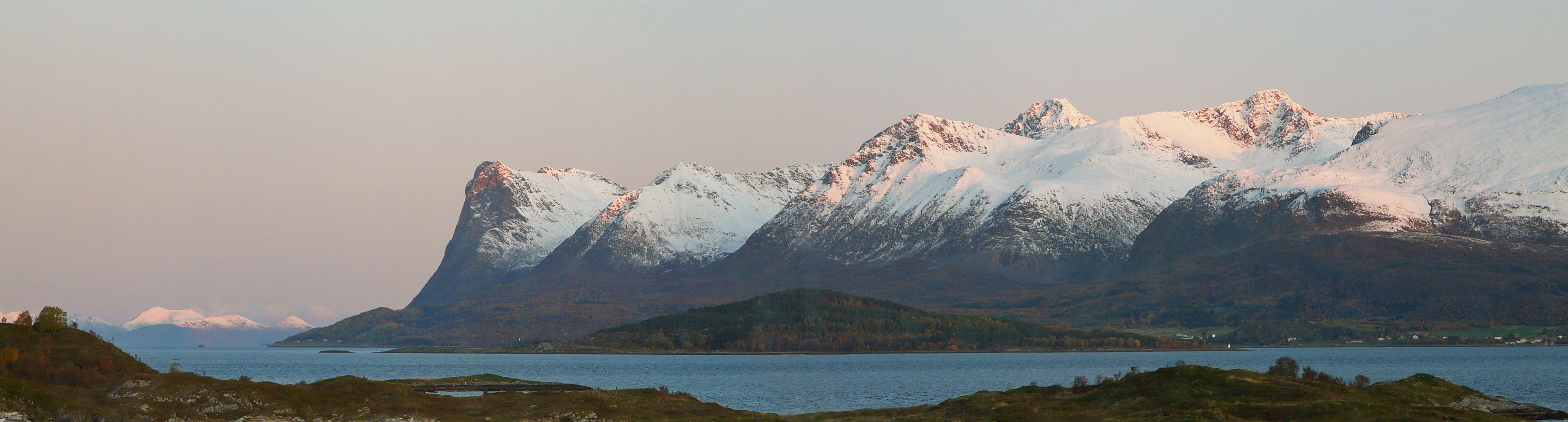
Grytøya, nhìn từ Hinnøya

- Gapoya
- Garten
- Gimsøya
- Giske
- Gisløy
- Gjerdøya
- Gjerdinga
- Gjesværstappan
- Godøya
- Gossa
- Grip
- Grisvågøya
- Grytoya
- Grotoy
- Gurskøya

## H

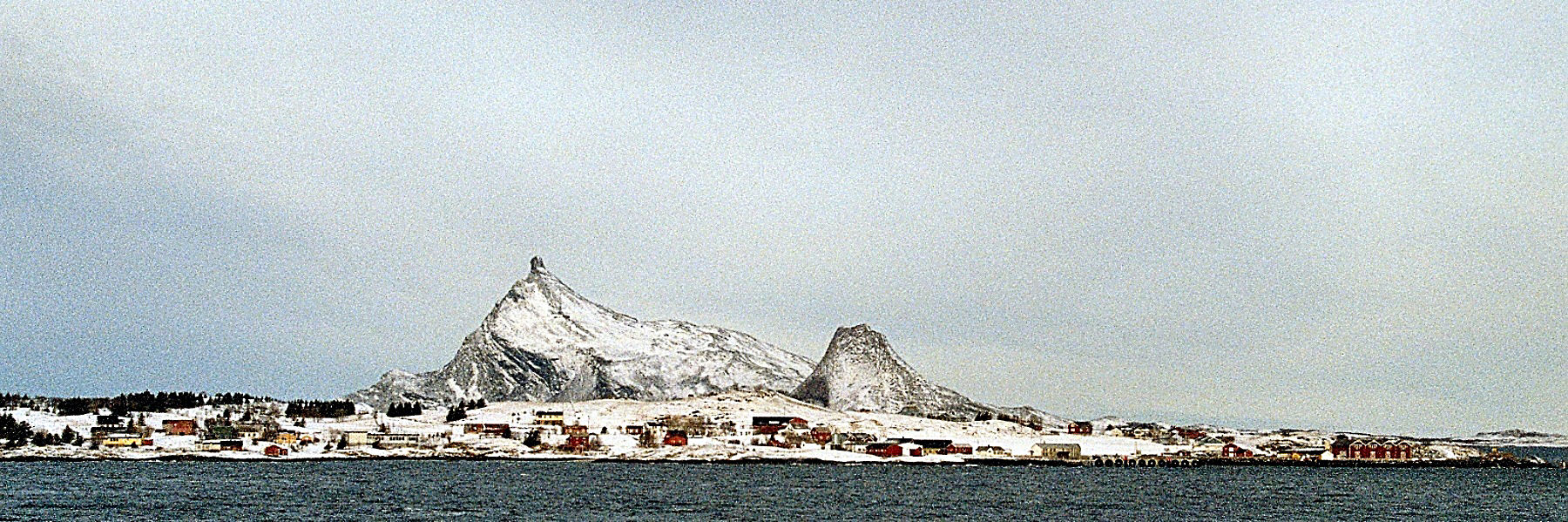
Hestmona

- Haja
- Håkoya
- Hadseløya
- Hafslundsøy
- Halsnøy
- Halsnøya
- Handnesøya
- Haramsoya
- hareidlandet
- Harøya
- Havøya
- Helgbustadøya
- Helgøya, Hedmark
- Helgøya, Troms
- Hessa
- Hemnsjela
- Heng
- Hestmona
- Hidra
- Hille, Agder
- Hille
- Hillesøya
- Hinnøya
- Hisarøy
- Hisøya
- Hitra
- Hjelmsoya
- Hoddøya
- Holsnøy
- Hornøya
- Hovden
- Huftaroy
- Hugla
- Huglo
- Hulløya
- Humla
- Husevågøy
- Husoya
- Haja
- Håkoya

## I

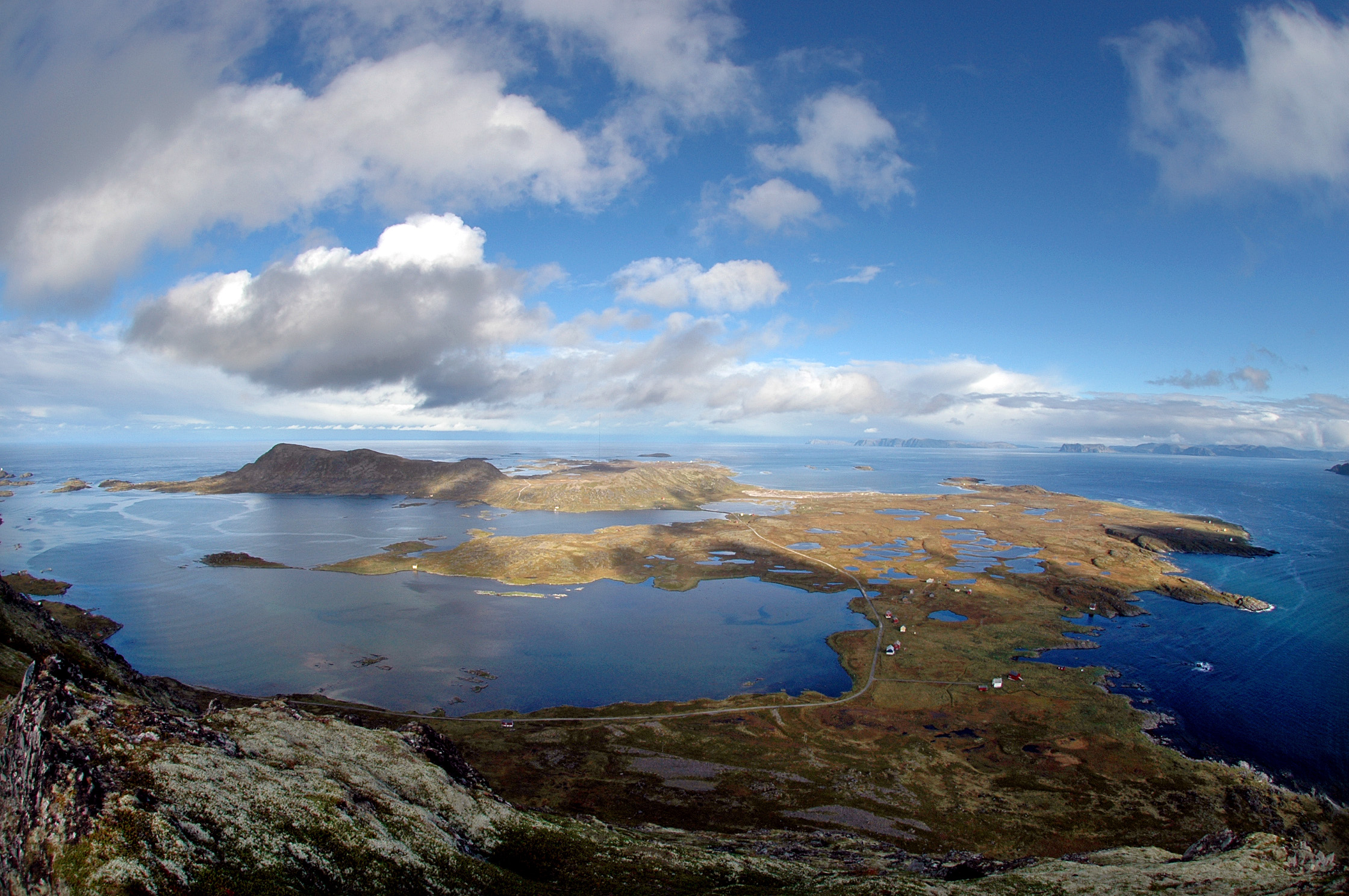
Ingøya

- Idsal
- Idse
- Igerøya
- Ingøya
- Inner-Vikna
- Innlandet

## J
- Jan Mayen
- Jeløya
- Jomfrruland
- Justøy
- Jøa

## K

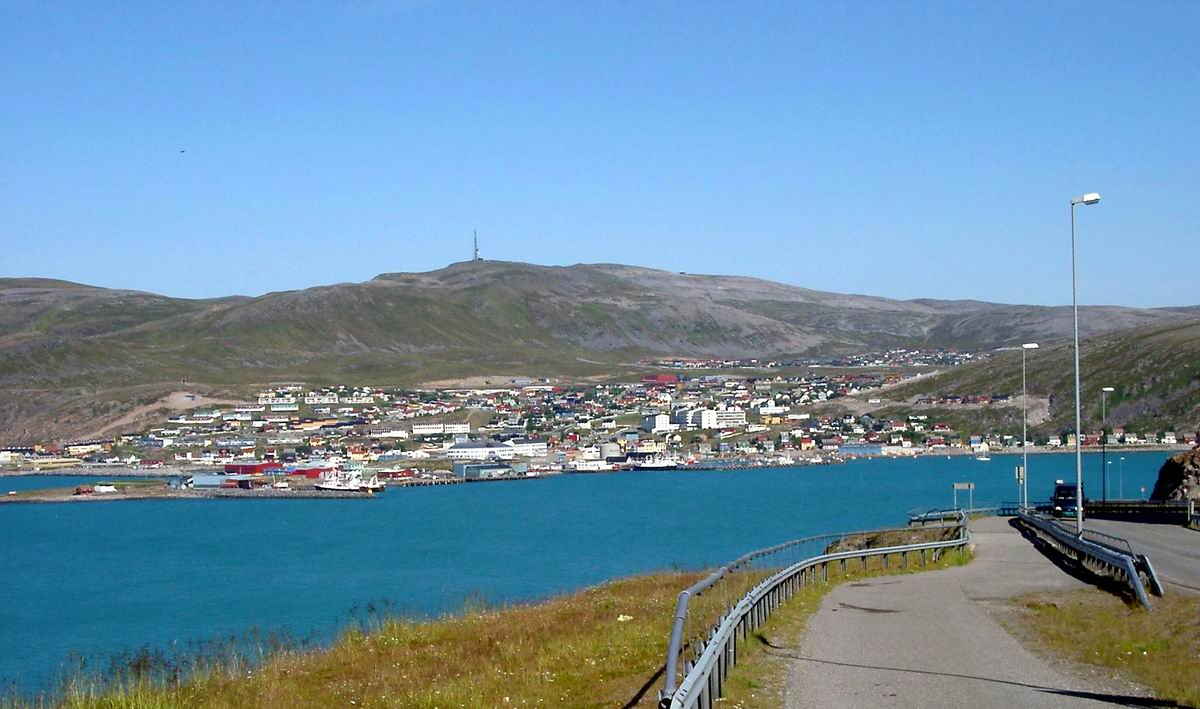
Hammerfest, khu định cư lớn nhất và thị trấn duy nhất ở Kvaløya, Finnmark

- Karlsøy, Søndre og Nordre
- Karlsøya, Troms
- Karmøy
- Kirkelandet
- Kirkøy
- Kinn
- Kjotta
- Klosterøy
- Knaplundsøya
- Kråkvåg
- Kunna
- Kvaløya, Tromsø
- Kvaløya, Finnmark
- Kvamsoy
- Kvamsøya
- Kvæøya
- Kvitsøy
- Kagen

## L

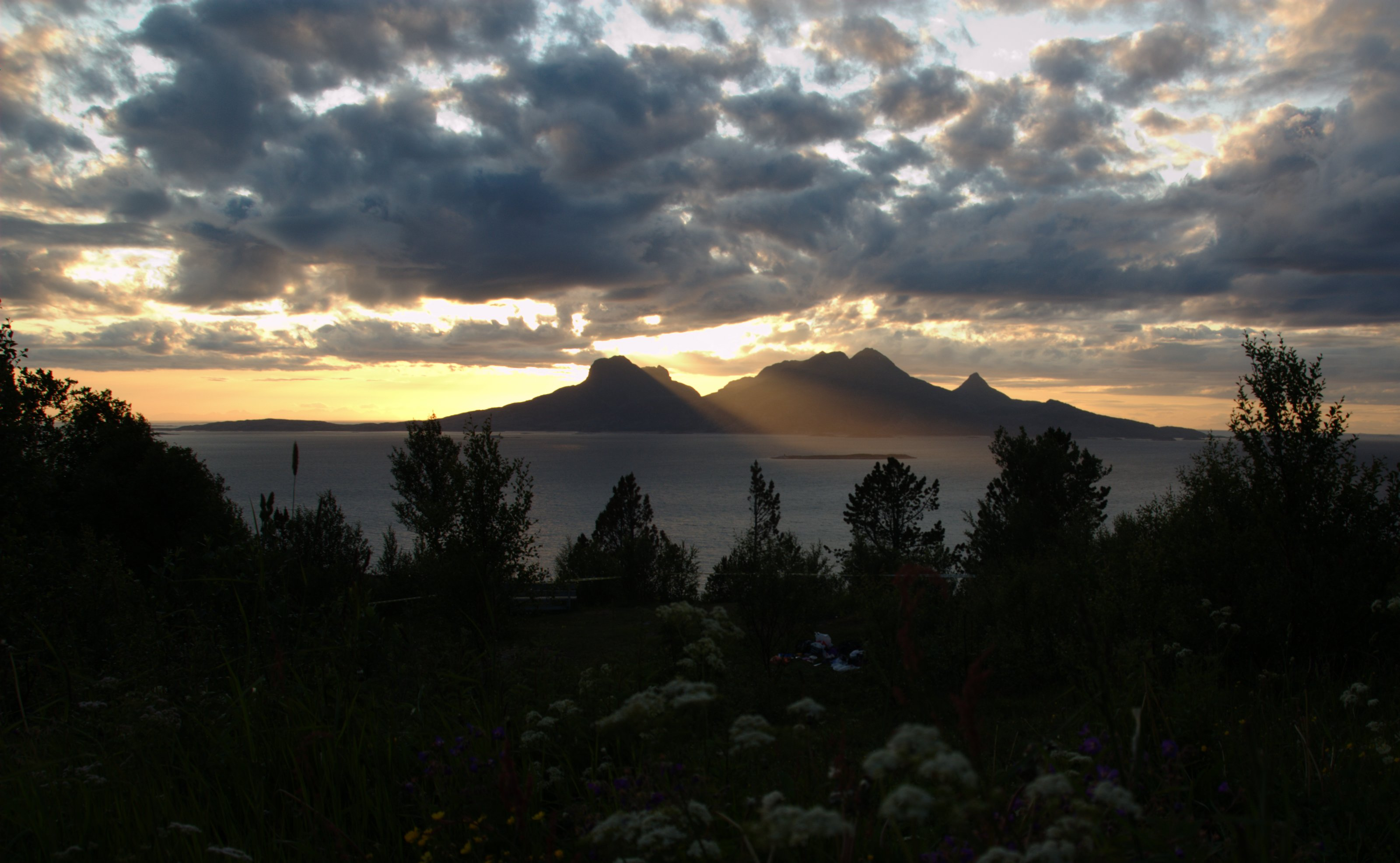
Landegode

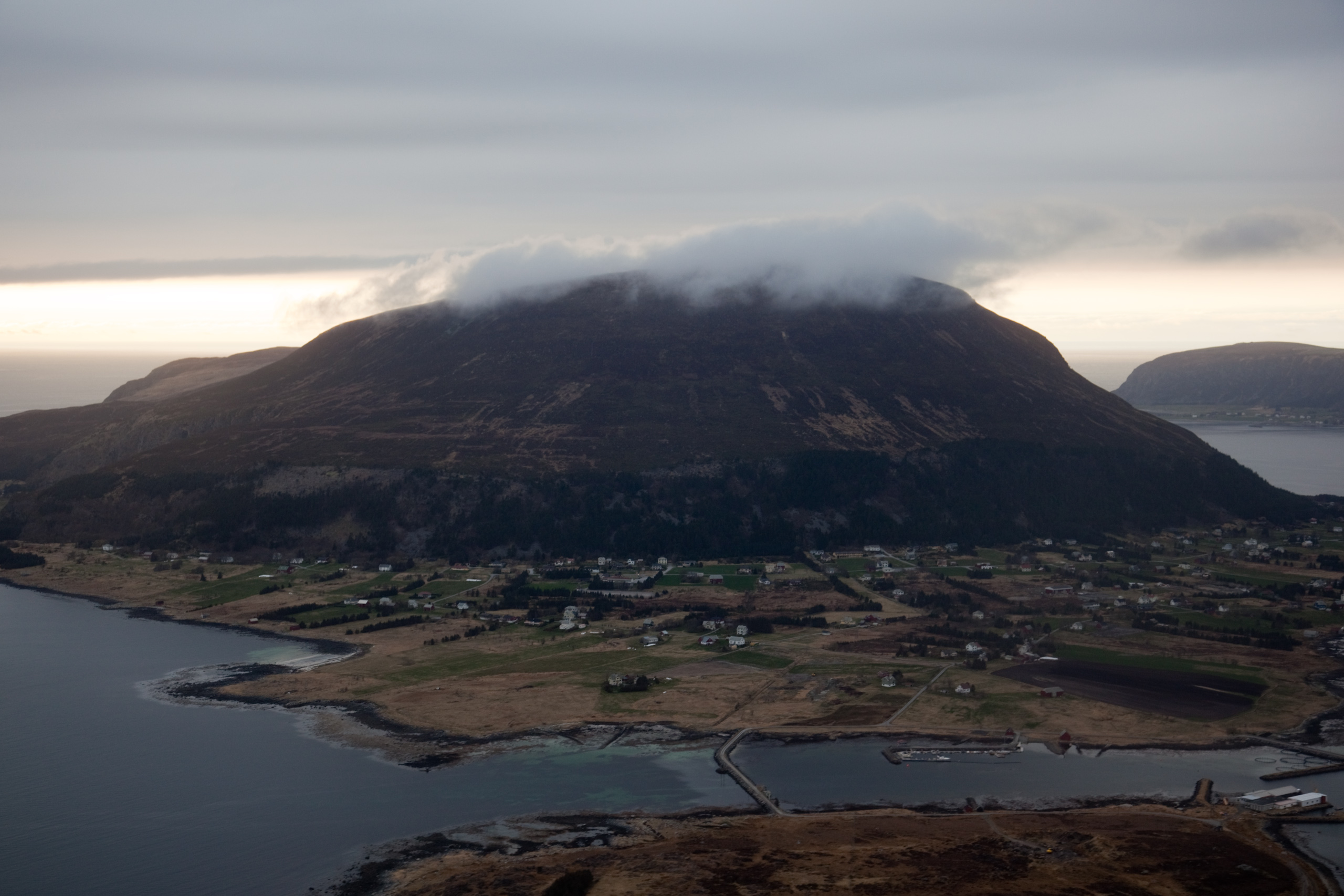
Lepsøya

- Landegode
- Langøya, Vesterålen
- Langøya, Øksnes
- Laukøya
- Lauvøya, Flatanger
- Lauvøya, Vikna
- Lauvøya, Åfjord
- Leka
- Leksa
- Leinoya
- Lepsøya
- Lille Ekkerøy
- Lille Kamøya, Hammerfest
- Lille Kamøya, Nordkapp
- Linesøya
- Litlmolla
- loppa
- Lovund
- Lundøya
- Lunnøy
- Luroya
- Lokta

## M

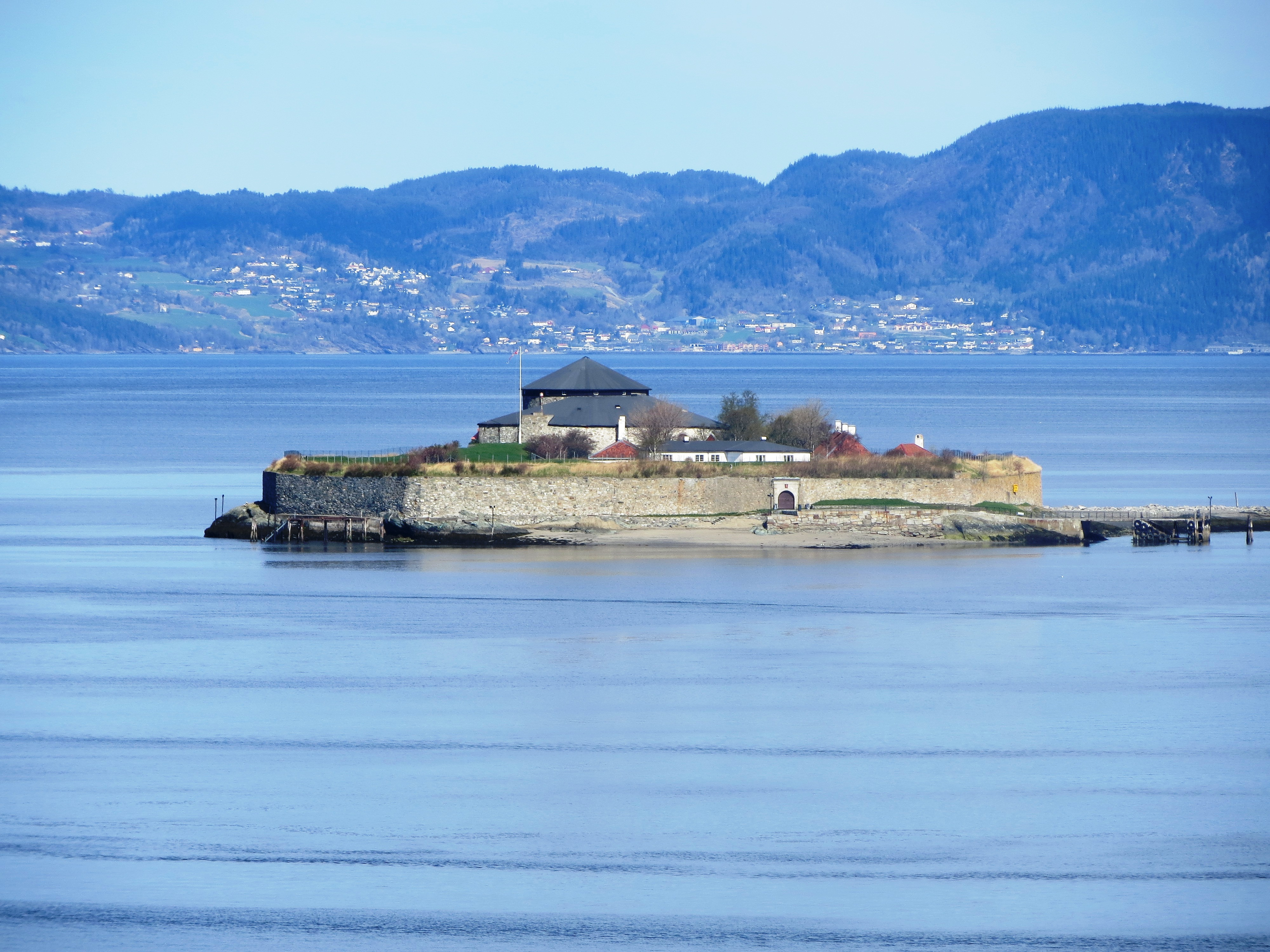
Munkholmen

- Mageroya
- Melkøya
- Mellom-Vikna
- Meløya
- Merdo
- Mesoya
- Mia/Midøya
- Mindlandet
- Mjømna
- Mosken
- Moskenesøya
- Mosteroy
- Munkholmen
- Myken
- Måsøya

## N

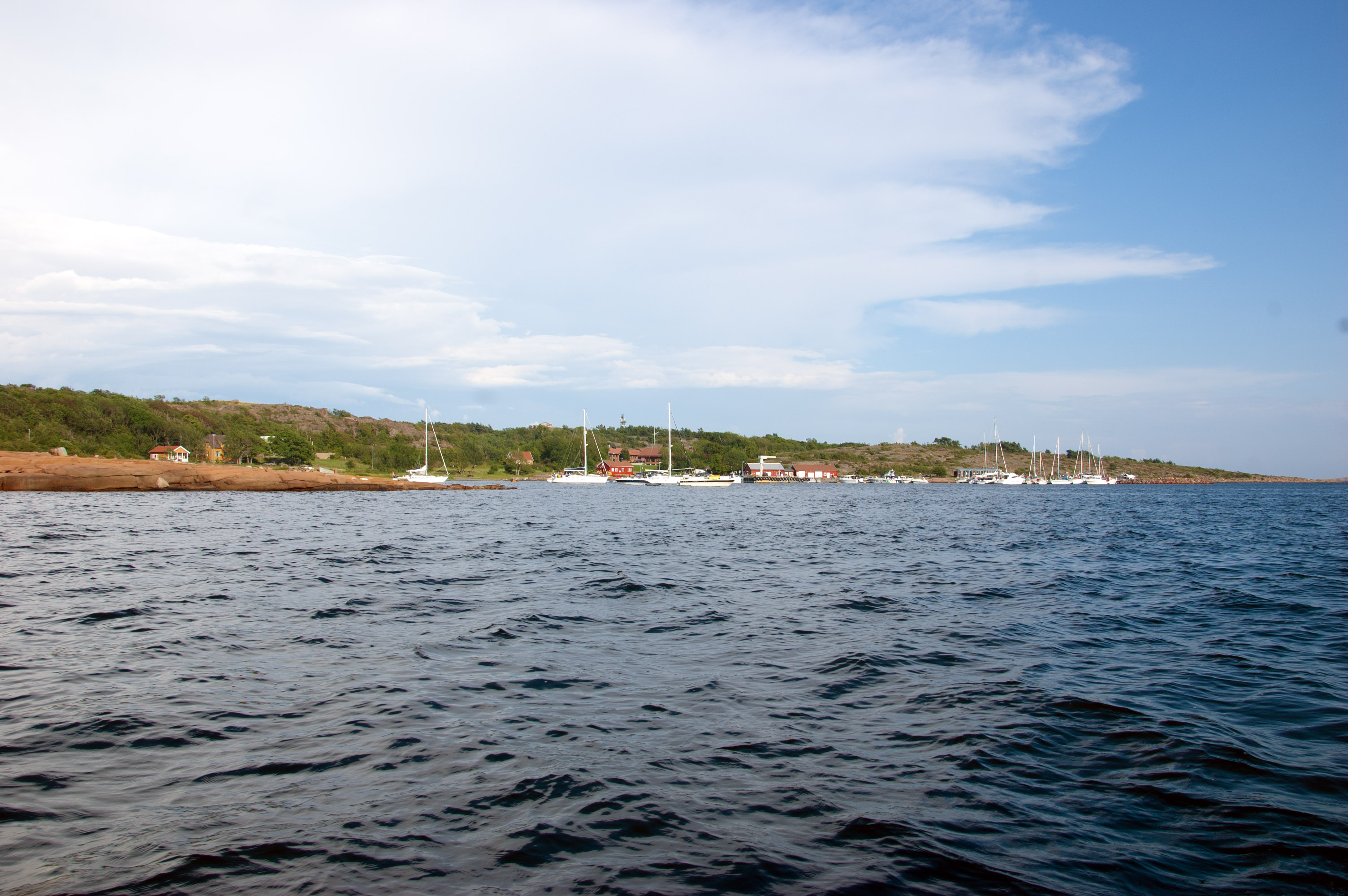
Østre Bolæren, hòn đảo cực đông của ba hòn đảo Bolærne ở Færder, Vestfold, Na Uy

- Nerlandsøya
- Nesøya, Akershus
- Nesøya, Nordland
- Nordlandet
- Nordkvaløya
- Nærøya
- Nørvøya
- Nøtterøy

## O
- Odderøya
- Oksenøya
- Oksøy
- Ombo
- Ona
- Onøy
- Orta, Møre og Romsdal
- Osterøy
- Otroya
- Otterøya

## P
- Prestmåsøya
- Pysen

## R

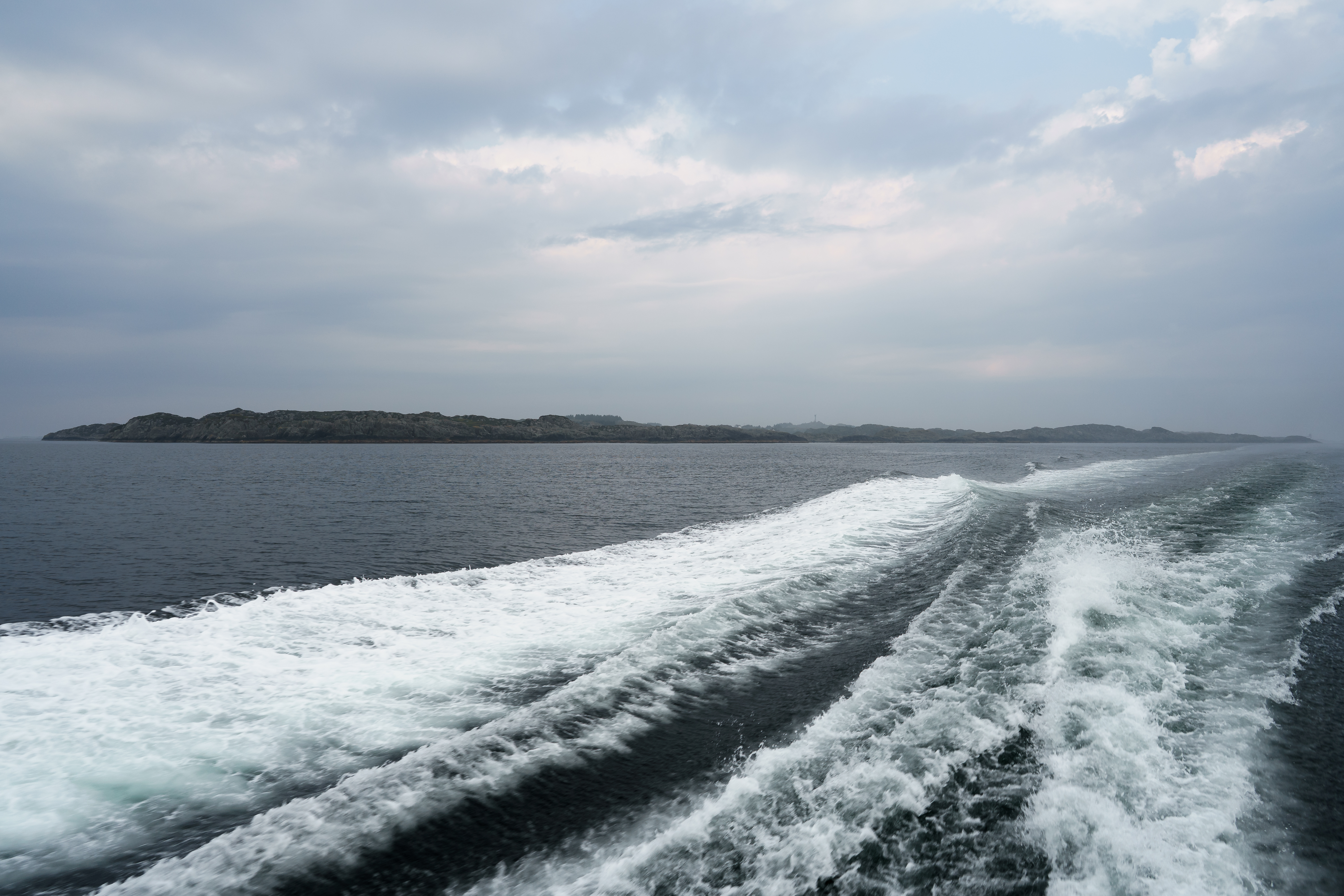
Røvær - toàn cảnh từ phà đến Haugesund

- Randøy
- Rangsundøya
- Rebbenesøy
- Reinøya, Troms
- Reinøya, Vardø
- Reksta
- Reksteren
- Remøya
- Rennesøy
- Ringvassoy
- Rolla
- Rolfsøya
- Rolvsøy
- Rottøya
- Runde
- Ruøya
- Ryke Yse
- Rødøya, Alstahaug
- Rødøya, Rødøy
- Røst
- Røvær

## S

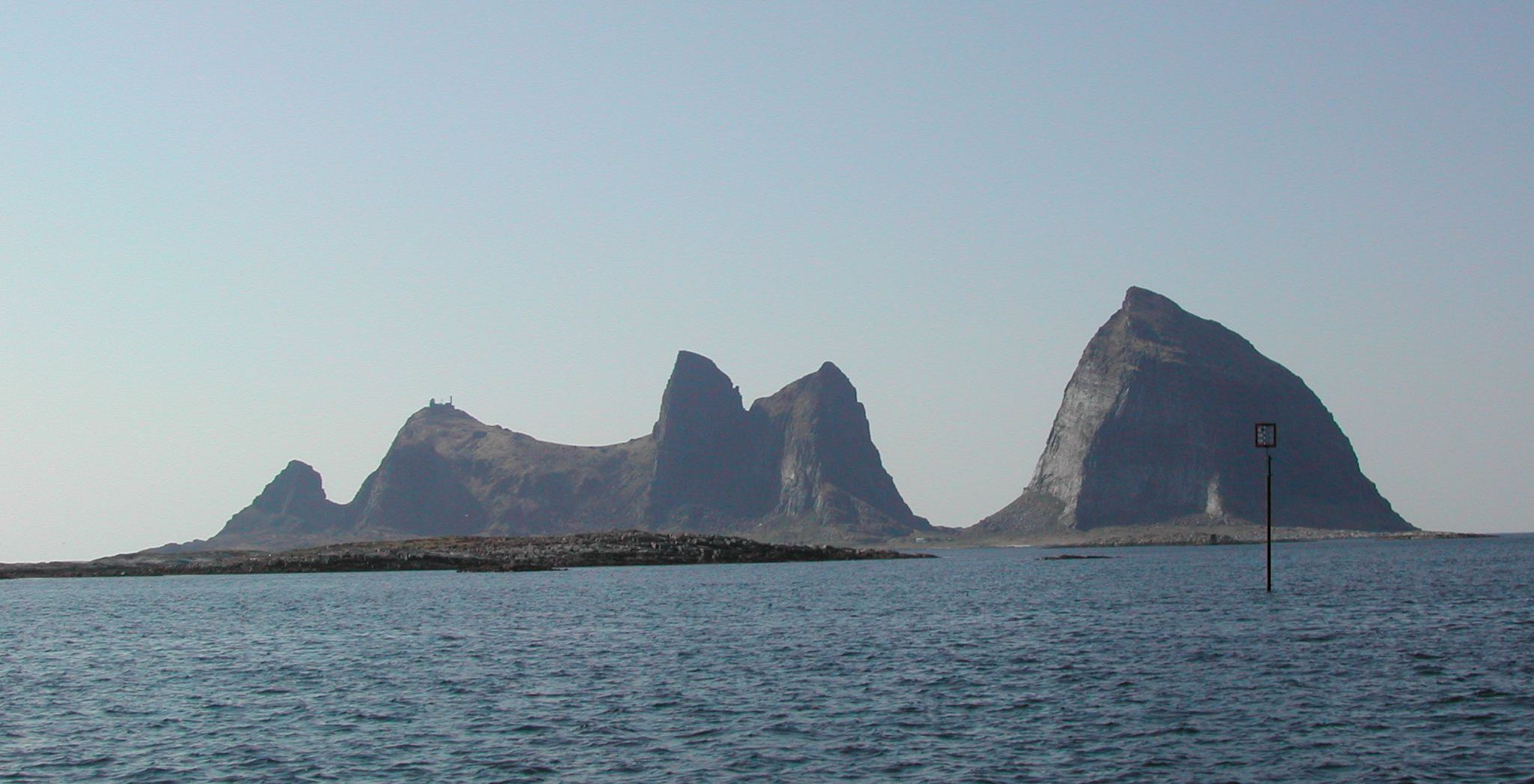
Sanna

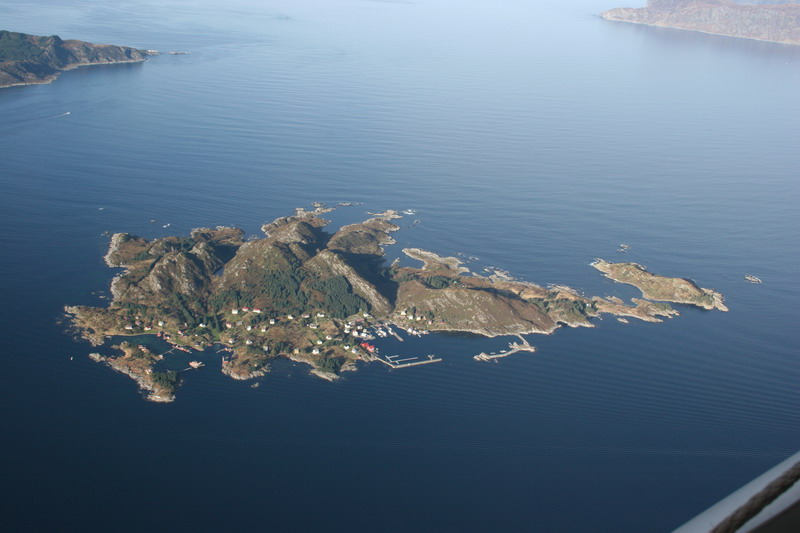
Silda, nhìn từ phía đông

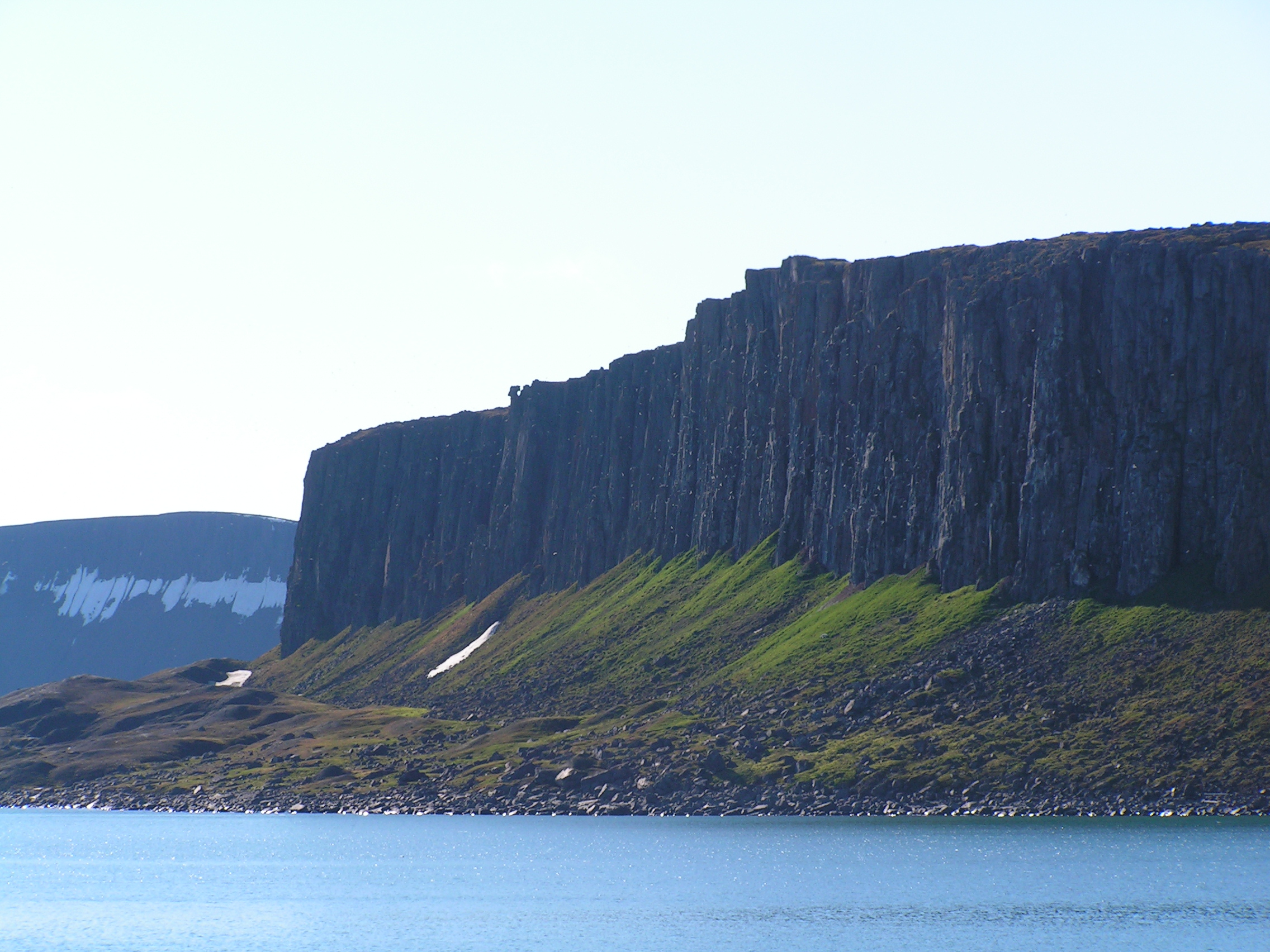
Vịnh Dorst trên Barentsøya

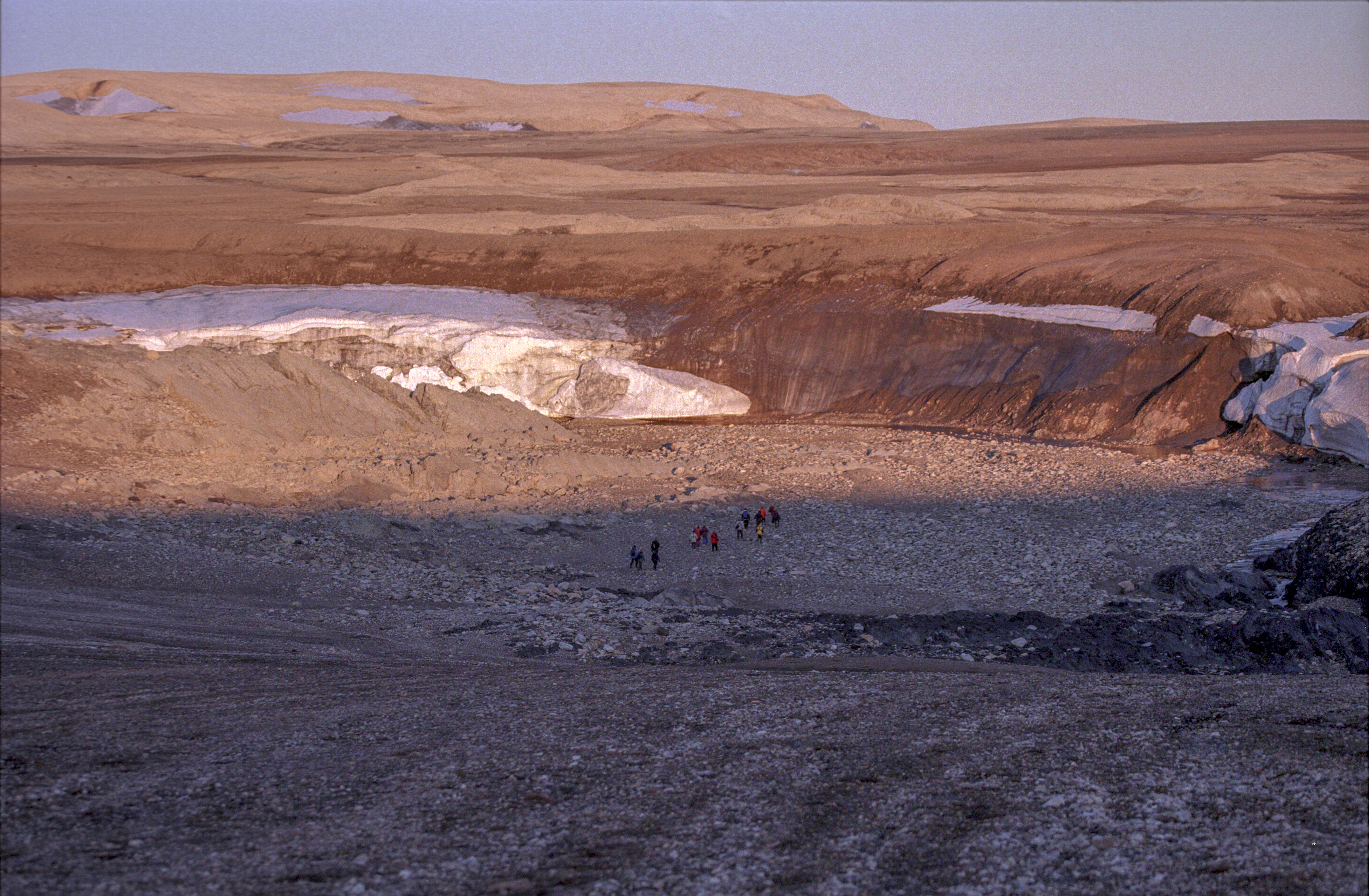
Nordaustlandet là sa mạc Bắc Cực

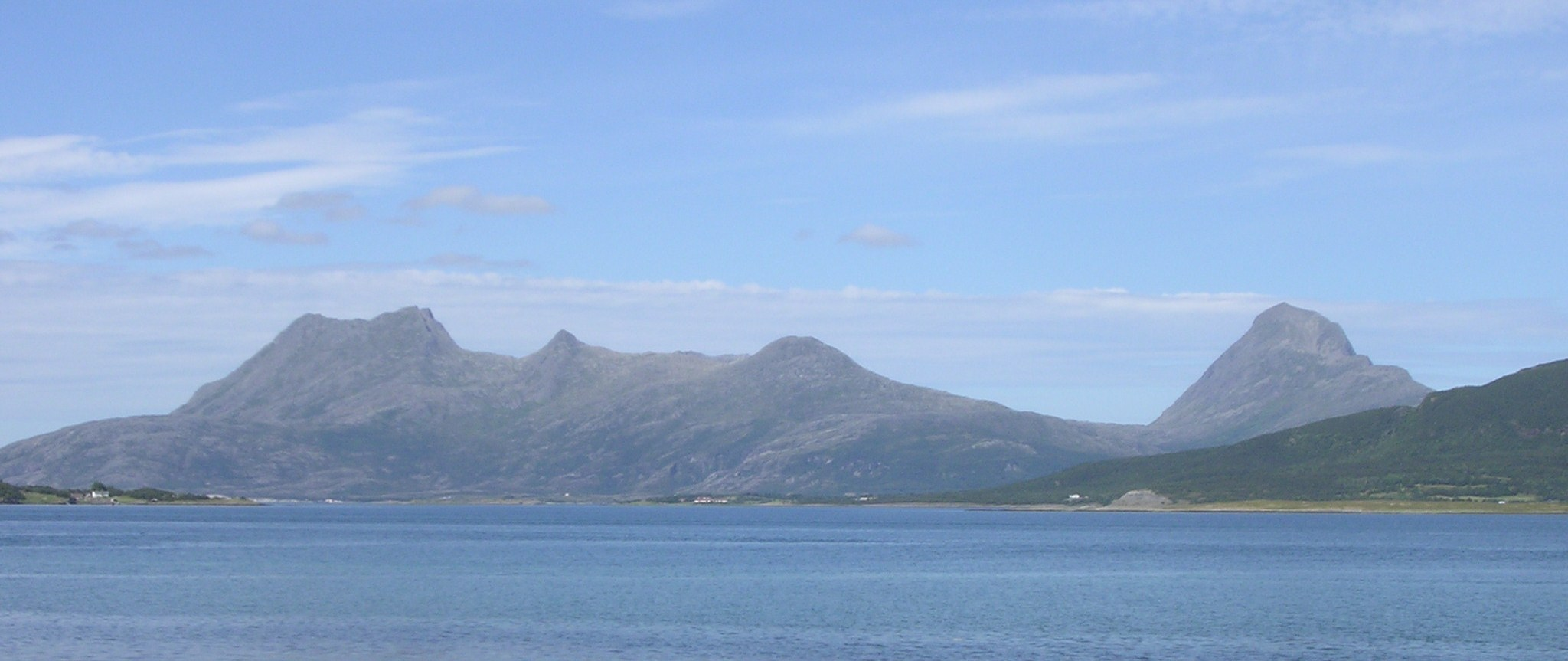
Tomma nhìn từ phía đông

- Sandhornøya
- Sandøya, Møre og Romsdal
- Sandsøya, Møre og Romsdal
- Sandsøya, Troms
- Sandøya, Agder
- Sanna
- Seiland
- Sekken
- Selvær
- Seløy
- Senja
- Sessøya
- Silda, Finnmark
- Silda, Kinn
- Sjernarøyane
- Skardsøya
- Skarsøya
- Skjervøya (Troms)
- Skjervøya (Trøndelag)
- Skjernøy
- Sklinna
- Skogerøya
- Skogsøy
- Skogsoya
- Skorpa, Møre og Romsdal
- Skorpa, Kinn
- Skorpa, Troms
- Skrova
- Skålvær
- Smola
- Sokn
- Solskjel
- Sør-Hidle
- Sotra
- Stabben (đảo)
- Stabblandet
- Stavøyna
- Stjernøya
- Stokkøya
- Stord
- Store Sommarøya
- Stormolla
- Store Kamøya, Hammerfest
- Store Kamøya, Nordkapp
- Store Tamsøy
- Storfosna
- Straumøya
- Sula, Solund
- Sula, Sunnmøre
- Sula, Trøndelag
- Sundøy (đảo)

- Quần đảo Svalbard
  - Barentsøya
  - Edgeøya
  - Hopen
  - Kong Karls Land
    - Đảo Abel
    - Đảo Helgoland
    - Kongsoya
    - Svenskøya
    - Tirpitzøya

  - Kvitøya

- Nordaustlandet
- Prins Karls Forland
- Spitsbergen
- Đảo Wilhelm

- Svanøya
- Svellingen
- Svinør
- Sørarnøya
- Sørøya

- Talgje
- Tarva
- Tautra
- Terøya
- Tindsøya
- Tjeldøya
- Tjona
- Tjome
- Tjotta
- Toftøy
- Tomma
- Torget
- Tromsøya
- Tromøya
- Træna
- Tussoya
- tusna
- Tverrdalsøya
- Tysnesøy
- Tyssoy
- Torla

## U
- Ulvøya
- Uløya
- Utoya
- Utsira

## V

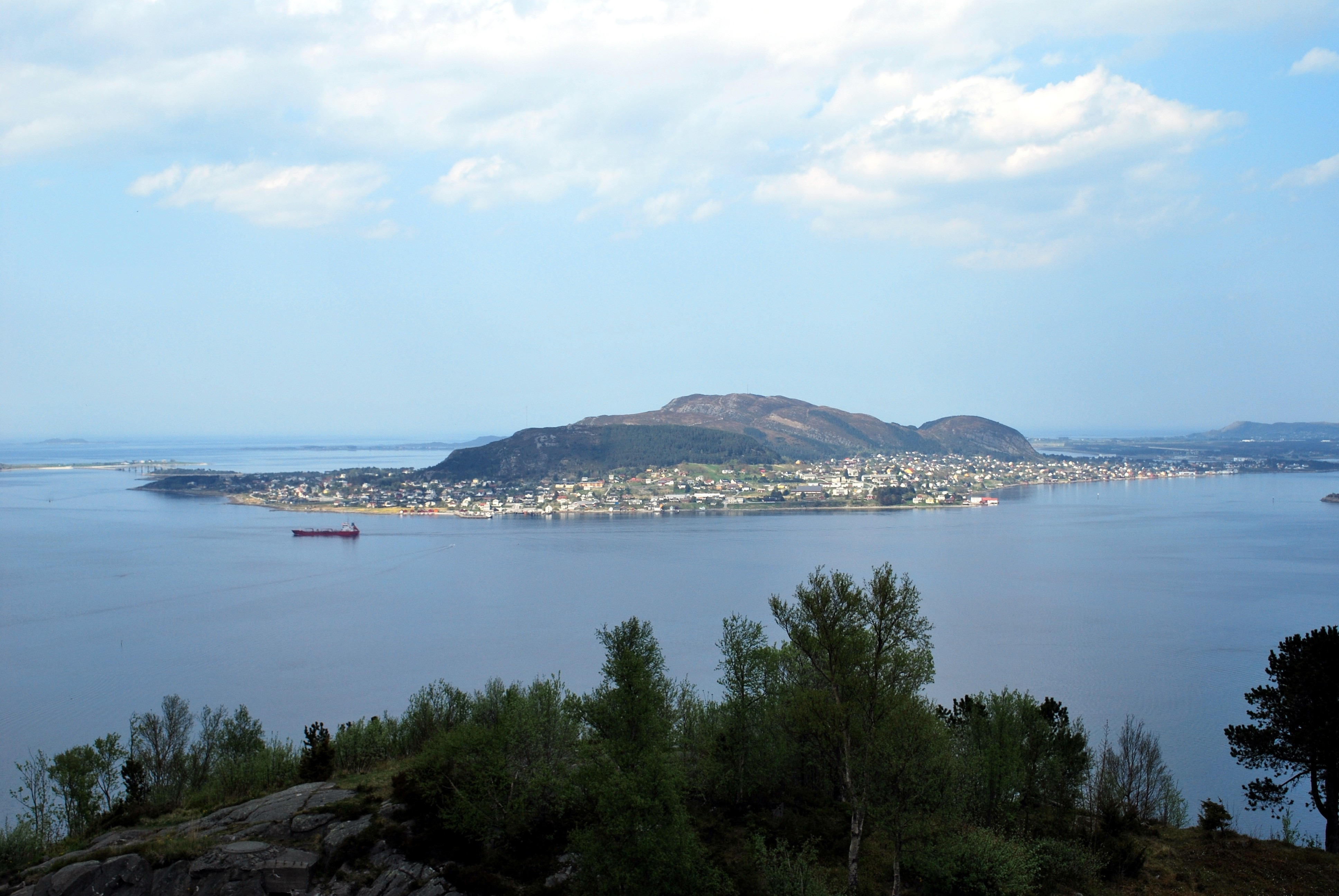
Valderøy

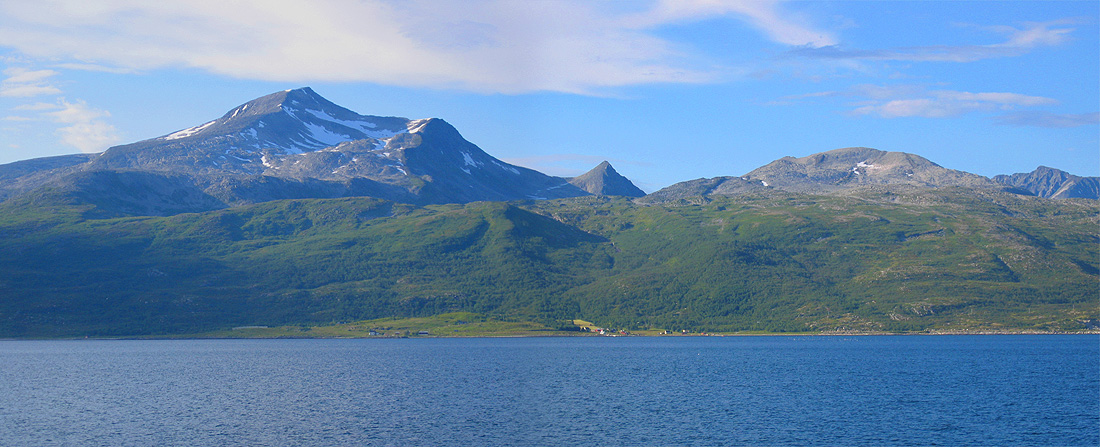

- Vadsøya
- Vandve
- Vanna, còn có tên là Vannøya
- Valderøya
- Varaldsøy
- Vardøya
- Vega
- Veidholmen
- Vengsoya
- Vesteroya
- Vestvågøya
- Veøya
- vigra
- Villa
- Voksa
- Vorterøya
- Værlandet
- Værøy
- Vågsøy

## Y
- Ylvingen
- Ytterøya
- Ytter-Vikna

## Æ
- Ærøya

## Ø
- Øksninga
- Østre Bolæren

## Å
- Åmøy
- Åmøya
- Åsvær